# Willy Guerrero
Willy Guerrero (* 31. Mai 1986 in Pachuca, Hidalgo) ist ein ehemaliger mexikanischer Fußballspieler auf der Position eines Verteidigers.

## Laufbahn
Der aus dem Nachwuchsbereich des CF Pachuca stammende Guerrero stand während seiner gesamten Laufbahn bei den Tuzos unter Vertrag, absolvierte für die erste Mannschaft aber nur ein einziges Spiel und war häufig an Mannschaften der zweiten und dritten Liga ausgeliehen. 
Sein Profidebüt gab Guerrero in einem am 7. August 2004 ausgetragenen Spiel der Pachuca Juniors bei den UAT Correcaminos. Seinen einzigen Einsatz in der höchsten mexikanischen Spielklasse absolvierte Guerrero am 15. April 2007 beim 2:0-Sieg der Tuzos bei Deportivo Toluca. Am Ende derselben Halbsaison, der Clausura 2007, stand für den CF Pachuca der Gewinn der mexikanischen Fußballmeisterschaft.
Für die Saison 2007/08 wurde Guerrero an den Zweitligisten Querétaro FC ausgeliehen, für den er insgesamt 17 Punktspieleinsätze absolvierte. Die darauffolgende Saison 2008/09 verbrachte er zunächst beim Pachuca-Farmteam Tiburones Rojos Coatzacoalcos und ging nach deren Lizenzverkauf in der Winterpause auf die Albinegros de Orizaba über, absolvierte für beide Vereine aber keinen einzigen Einsatz. 
Die nächsten beiden Spielzeiten 2009/10 und 2010/11 verbrachte Guerrero zunächst beim Pachuca-Farmteam Universidad del Fútbol und anschließend beim Traditionsverein Tampico-Madero FC, jeweils in der drittklassigen Segunda División. Dort war er Stammspieler mit 25 bzw. 19 Punktspieleinsätzen. 
Seine letzte Spielzeit war die Apertura 2011 der zweitklassigen Liga de Ascenso, in der er lediglich eine Halbzeit im Saisoneröffnungsspiel seines neuen Vereins Estudiantes de Altamira beim Neza FC (0:3) absolvierte.

## Erfolge
- Mexikanischer Meister: Clausura 2007